# Jeruzsálemi Szent Efrém
Jeruzsálemi Szent Efrém Jeruzsálem tizenharmadik püspöke Hadrianus római császár idején, a 2. század első harmadában, Kaiszareiai Euszebiosz 4. századi történetíró leírása szerint.

## Tisztelete, mártíromsága
Szentként tisztelik, emléknapja május 12. a palesztin–georgiai martirologium szerint. Az akkori jeruzsálemi püspökökhöz hasonlóan feltételezik, hogy a zsidó közösség és a római hatóságok közötti feszültségek idején vértanúság áldozata lett.

## Bibliográfia
- Padri Benedettini della Congregazione di S.Mauro in Francia. L'Arte di verificare le date dei fatti storici delle inscrizioni delle cronache e di altri antichi monumenti dal principio dell'era cristiana fino all'anno 1770. Velence: Tipografia Gatti, 365. o.

## Fordítás
Ez a szócikk részben vagy egészben  az   Efrem di Gerusalemme című olasz Wikipédia-szócikk ezen változatának fordításán alapul.  Az eredeti cikk szerkesztőit annak laptörténete sorolja fel. Ez a jelzés csupán a megfogalmazás eredetét és a szerzői jogokat jelzi, nem szolgál a cikkben szereplő információk forrásmegjelöléseként.